# Une année difficile
Pour plus de détails, voir Fiche technique et Distribution.
Une année difficile est un film français écrit et réalisé par Éric Toledano et Olivier Nakache, sorti en 2023.
Il s'agit de la huitième collaboration entre les deux réalisateurs, qui fait suite à Hors normes sorti en 2019.

## Synopsis
Dans un centre commercial, le matin du Black Friday 2019, des activistes écologistes essayent d'empêcher la foule des clients de rentrer dans un magasin, afin de dénoncer la surconsommation. Leur discours passe mal auprès des nombreux clients bloqués, parmi lesquels se trouve Albert Laprade, venu acheter une télévision. La police intervient, le magasin ouvre. La ruée des clients en quête de prix bradés tourne au pugilat grotesque, avec La valse à mille temps de Jacques Brel en fond musical.
Avec sa télévision neuve, Albert se rend chez Bruno Ambrosi. Ils sont entrés en contact via Leboncoin, Albert revend la télévision à Bruno. Un huissier de justice organise la vente aux enchères des meubles de Bruno, surendetté. Bruno est assommé par les comprimés qu'il avale par poignées, puis perd conscience. Son téléphone sonne, Albert répond : Henri, bénévole d'une association de lutte contre le surendettement, est au bout du fil. Lorsqu'il apprend que Bruno est inconscient, il demande à Albert d'appeler les pompiers et arrive immédiatement. Il invite Albert à s'adresser à son association, car il a deviné que ce dernier est également surendetté. Il lui explique notamment qu'il est possible, sous certaines conditions, d'obtenir l'effacement de dettes par la Banque de France. Albert se montre très intéressé.
Albert travaille comme bagagiste à l'aéroport de Roissy et est sans domicile fixe. Il se livre à des petits trafics pour augmenter ses revenus et pour essayer de rembourser ses dettes. Il se rend à l'association d'Henri pour participer à une réunion. Henri a ses propres problèmes. Joueur compulsif, interdit de casino, il s'affuble de déguisements grotesques pour tenter de tromper le personnel.
Un jeune activiste invite Albert et Bruno à un apéritif gratuit, offre à laquelle les deux compères ne peuvent résister. Ils se retrouvent chez Objectif Terre, le groupe qui avait organisé l'action du Black Friday. Ils s'impliquent dans des actions, avec quelques arrière-pensées. Pour promouvoir la simplicité volontaire, l'association organise une action de « désencombrement », encourageant des personnes (plutôt aisées) à donner leurs objets inutiles, ce qui fournit à Albert des marchandises à revendre.
Les actions s'enchaînent : blocage de rues, déversement d'un liquide rouge sur les marches du Trocadéro, infiltration dans un défilé de haute couture. Albert tombe sous le charme de Cactus, la leader charismatique du groupe. Cactus ne se montre pas indifférente ; elle préfère ne pas entamer de relation tant que le monde n'aura pas fait de pas décisif vers la transition écologique. Le dossier d'Albert passe devant la commission de surendettement de la Banque de France. Il est jugé irrecevable, en raison de ses mensonges.
Lors d'une réunion du groupe, Bruno propose d'organiser une action contre la Banque de France, coupable de soutenir les banques qui financent des investissements nuisibles au climat. Lui et Albert en profitent pour pénétrer dans les locaux, se faisant passer pour des professionnels de la finance. Ils se rendent dans la salle de la commission de surendettement. Ils y cherchent leurs dossiers, et à l'aide de correcteur, changent la mention « irrecevable » en « recevable ». La manœuvre échoue.
Les membres du groupe se réunissent pour visionner des images vidéos de leurs différentes actions. L'un d'eux, dont le surnom est Quinoa, a préparé une surprise à Albert : un montage d'images montrant Albert au Black Friday critiquer vertement les activistes, demander de l'argent à des automobilistes bloqués par une action du groupe pour leur faire franchir le barrage, ou voler des vêtements lors de l'action perturbant un défilé de haute couture. Albert est écarté du groupe.
Il rentre en grâce en aidant le groupe à organiser une action de blocage des pistes de l'aéroport. Cactus est heurtée par un véhicule de service et entre dans le coma.
Albert la visite à l'hôpital. Henri donne des cours de gestion budgétaire aux infirmiers et aux médecins. Lorsque Cactus se réveille, c'est le printemps 2020, pendant le confinement lié à la pandémie de Covid-19. Albert l'emmène dans les rues désertes de Paris, où l'on croise des animaux sauvages, et lui dit que le changement qu'elle appelait de ses vœux s'est produit. Ils dansent dans les rues vides au son de La valse à mille temps. Comme il est 20 heures, les fenêtres s'ouvrent et les habitants applaudissent.

## Fiche technique
Sauf indication contraire, les informations mentionnées dans cette section peuvent être confirmées par la base de données cinématographiques IMDb,  présente dans la section « Liens externes ».
- Titre original : Une année difficile
- Réalisation et scénario : Éric Toledano et Olivier Nakache
- Musique : Grandbrothers
- Photographie :  Mélodie Preel
- Décors : Mila Preli
- Costumes : Isabelle Pannetier
- Son : Pascal Armant, Sélim Azzazi, Jean-Paul Hurier
- Montage : Dorian Rigal-Ansous
- Production : Hervé Ruet, Nicolas Duval Adassovsky
- Sociétés de production : Gaumont, Quad Productions, Ten Cinéma et TF1 Films Productions, en association avec 4 SOFICA
- Distribution : Gaumont (France)
- Budget : 15,2 millions d'euros
- Pays de production :  France
- Langue originale : français
- Genre : comédie dramatique
- Durée : 118 minutes
- Date de sortie :
  - France : 18 octobre 2023

## Distribution
- Pio Marmaï : Albert Laprade / « Poussin »
- Jonathan Cohen : Bruno Ambrosi / « Lexo »
- Noémie Merlant : Valentine / « Cactus »
- Mathieu Amalric : Henri Tomasi
- Grégoire Leprince-Ringuet : « Quinoa »
- Luàna Bajrami : « Antilope »
- Gaïa Warnant : « Pomme Pomme »
- Sandrine Briard : Solange / « Sirène »
- Oussama Kheddam : Sofiane
- Danièle Lebrun : Madeleine
- Alexandra Roth : Corinne, la soeur d'Albert
- Jean-François Cayrey : Marco, le beau-frère d'Albert
- Margot Bancilhon : Claire, l'ex de Bruno
- Christiane Bopp : la présidente de la commission de surendettement
- Aïssatou Diallo Sagna : l'infirmière
- Michel Winogradoff : l'homme de la Banque de France

## Production

### Genèse et développement
Une année difficile est le huitième film réalisé par Éric Toledano et Olivier Nakache après Hors normes, sorti en 2019.
Le titre du film est inspiré d'un titre de travail du film Le Sens de la fête des mêmes réalisateurs : « Les temps difficiles ».
Les réalisateurs ont rencontré des activistes du climat avant de concevoir le film et ont participé à des actions avec eux. Plusieurs figurants sont des activistes.

### Attribution des rôles
Au mois de mars 2022, les acteurs Pio Marmaï et Alban Ivanov sont annoncés en têtes d'affiche. Pris par d'autres projets, Alban Ivanov est remplacé par Jonathan Cohen. En avril, Noémie Merlant, Mathieu Amalric, Grégoire Leprince-Ringuet, Luàna Bajrami et Marie Papillon rejoignent la distribution.

### Tournage
Le tournage a eu lieu en Île-de-France en mars 2022, notamment à l'Académie du Climat, et en région Centre-Val de Loire, à Châteauroux en juin 2022, notamment à l'aéroport de Châteauroux-Centre,.

## Commentaire

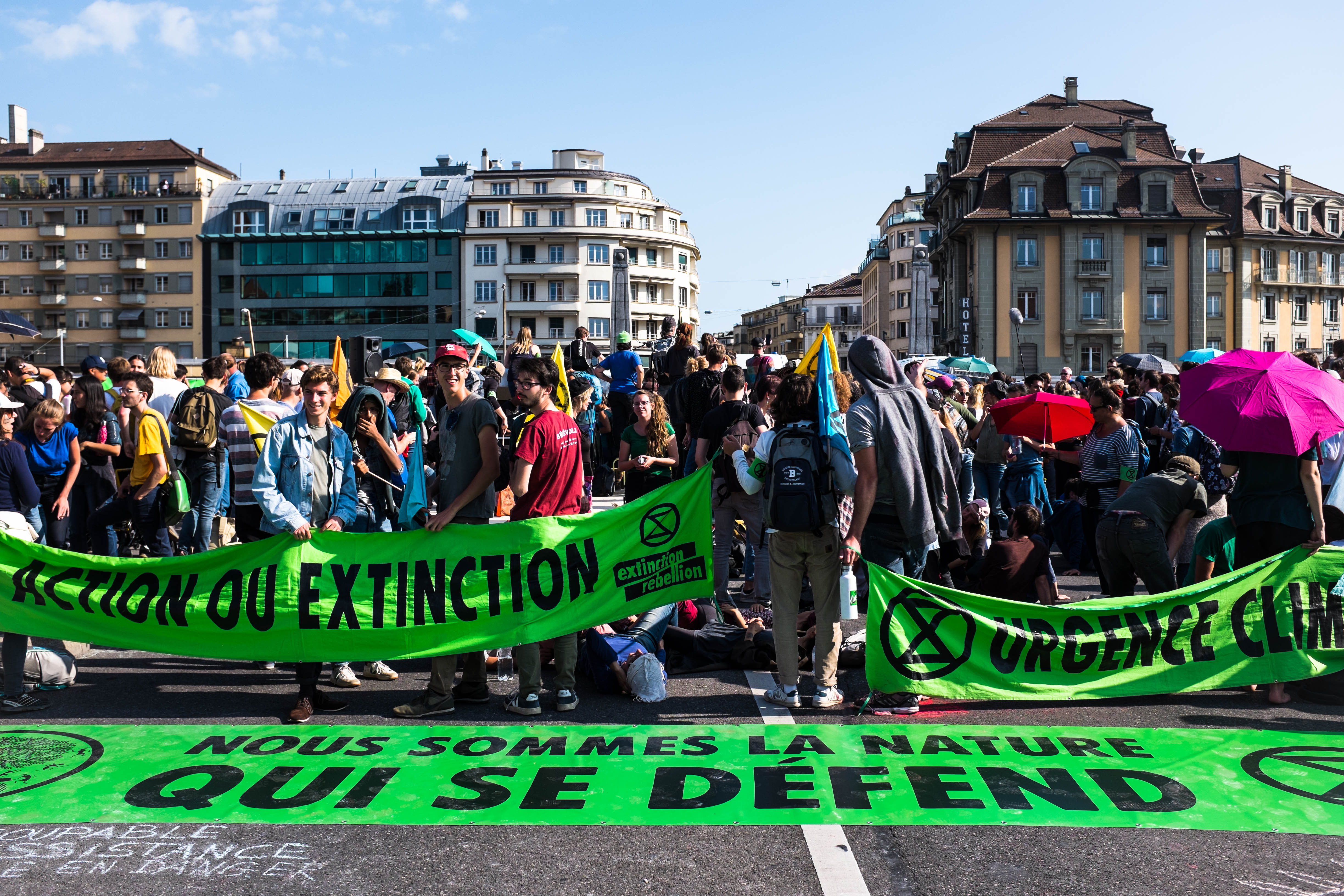
Photo d'une action d'Extinction Rebellion à Lausanne en 2019.

Le film débute sur une rétrospective de vœux présidentiels du 31 décembre de présidents de la République française, de François Hollande à Georges Pompidou : tous disent que l'année précédente (ou l'année suivante) a été ou risque d'être « une année difficile », illustrant ainsi le titre du film. Dans le générique de fin, c'est Emmanuel Macron annonce que « les semaines qui viennent seront difficiles ».
Le positionnement idéologique, les modes d'action, les slogans et l'iconographie du groupe militant sont largement inspirés par le Mouvement pour le climat et tout particulièrement par Extinction Rebellion.